# Esencia
En filosofía, la esencia de una cosa es aquello invariable y permanente que constituye su naturaleza. Preguntar qué es un ente cualquiera es preguntar por la esencia de dicho ente.

## Etimología
La palabra esencia viene del latín essentia, que es un calco del griego οὐσία (ousía). Οὐσία es un sustantivo verbal derivado del verbo εἶναι (eïnai), el cual significa «ser». De la misma manera, essentia deriva del verbo latino esse, que también significa «ser».

## Significados.
Essentia en la filosofía tradicional se ha interpretado como sustancia, con un doble sentido:
- Sustancia primera es el individuo que muestra que es: que existe y muestra su existencia.
- Sustancia segunda es la clase lógica que enuncia mediante un discurso lo que es: el atributo de la sustancia primera que muestra su identidad permanente.

Lo que introduce las siguientes correlaciones:
|          | QUE ES; QUE EXISTE                                                                                           | LO QUE ES; QUE TIENE ENTIDAD |
| Realidad | Como Sustancia primera                                                                                       | Como Esencia (sustancia segunda) |
| Discurso | Designación de la entidad del individuo que es el sujeto lógico del discurso. (Nombre propio o demostrativo) | Predicados que definen la identidad lógica y propiedades como especie o clase natural; predicados aplicables tanto al individuo como a la clase natural como género, especie o conjunto de individuos. (Nombre común, cualidades definitorias o notas que permiten reconocer la cosa) |

En lógica de primer orden el discurso es respecto al conocimiento de los hechos de experiencia mediante la designación de los individuos conocidos.
En lógica de segundo orden el discurso es respecto al conocimiento de lo real como realidad, es decir el discurso científico que considera como objeto de su estudio la esencia o propiedad, o conjunto de propiedades que define una clase natural.
En la filosofía tradicional la esencia ha sido considerada como la propia e indisoluble identidad de las cosas frente a la apariencia fenoménica de la experiencia, lo que situaba a la esencia en una realidad metafísica. 
Actualmente, no se considera la metafísica dentro del ámbito de la ciencia. Lo real de las esencias deviene solamente objeto de especulación, como tendencia al esencialismo. Así pues definimos:
| La esencia es la propiedad, o conjunto de propiedades, que constituyen a una clase natural o a un individuo. |
| --- |

La ciencia considera las propiedades que se manifiestan en la experiencia o experiencia posible, como predicados de un conjunto de individuos que tienen dicha propiedad en común; es decir una clase lógica. De este modo el objeto de estudio adquiere una dimensión universal referida a un universo de posibilidades en el mundo, siendo el sujeto gramatical de su discurso la propiedad, o conjunto de propiedades que pretende significar, de forma directa o de forma derivada, una clase natural.

Las esencias estructuran una línea dentro del universo posible.

Cada ciencia por ello distingue su objeto material y su objeto formal. El avance teórico, la reflexión sobre lo general como modelo, exige la comprobación en lo concreto y material en el experimento o en las inferencias materiales que puedan deducirse de la teoría.

## La esencia en la filosofía de la antigüedad clásica

### Sustancia, predicados, categorías y predicables
Platón consideró la "esencia" según el segundo sentido señalado en la introducción, como ίδέα (idea) o forma eterna e inmutable de las cosas materiales y sensibles con un sentido metafísico, realista y trascendente.
Considera las ideas como esencias separadas, verdadera realidad que es. Las ideas son modelos de las cosas materiales y éstas únicamente son por participación y no constituyen verdadero ser.
El verdadero introductor de la esencia en la doble dimensión señalada anteriormente es Aristóteles. 
Aristóteles utiliza dos expresiones para el concepto de esencia: ούσία (Cat., 5, 2 a 11 y ss.) y τό τί ἧν εἴναι (Met., Z 7, 1032b 1-2)
Por otro lado dice:

Al significar lo que algo es, se significa ora la sustancia, ora la cualidad, ora una de las demás categorías. Cuando en presencia de un hombre se dice que lo que hay delante es un hombre o un animal, se indica lo que es, y se significa una sustancia. Pero cuando ante un color blanco se dice que es blanco o es un color se indica que se trata de una cualidad... Y lo mismo sucede con las demás categorías: para cada una de las nociones señaladas, si se afirma género se expresa la esencia. Por el contrario cuando se afirma algo sobre otra cosa que la cosa misma portadora de la afirmación, no se expresa la esencia sino la cantidad o la cualidad o una de las demás categorías.
Aristóteles,  Top., I, 9, 103b 27 y ss.

Lo que se suele interpretar de la siguiente forma:
- ούσία: sustancia primera, lo que realmente existe, lo real, aquello que únicamente puede realizar la función de sujeto.
- τό τί ἧν εἴναι: traducido al latín como “quod quid erat esse”; en español: “lo que era antes de haber sido” y que, conceptualmente, en latín es la “quiddidad” y en castellano el qué: respuesta conceptual a la pregunta fundamental ¿qué es esto?. Y cuyo sentido se determina en el texto anteriormente citado, es decir lo que se significa mediante predicados.

Aristóteles, a diferencia de Platón, parte del hecho de la existencia de la sustancia primera (ούσία), que es la sustancia propiamente dicha. 
Mientras la sustancia primera (sujeto de todos sus predicados) permanece en la existencia a través de los cambios (como desarrollo de su forma sustancial) permanece su identidad como sustancia segunda (sus predicados esenciales, su esencia).
Esta identidad son predicados que están indefectiblemente unidos a la sustancia primera en su devenir existencial. Y son:
- el género
- la diferencia específica
- la propiedad

que constituyen por eso la definición de lo que un individuo es.
Aristóteles considera el όρος o definición como κατηγορούμενα; uno de los predicables que lo define como predicado convertible con el sujeto de forma esencial. 
Pero el hecho de considerar la esencia como predicado genera un cierto problema de interpretación: 
- Los predicados esenciales no individualizan la predicación, sino que expresan lo esencial de un género o especie. Si afirmo: “Antonio es un humano”, esa misma afirmación la puedo hacer de Pedro, Juan o María.
- Los predicados no esenciales, como accidentes, se aplican a un sujeto conocido como individuo en la experiencia cambiante. Si afirmo: “Antonio está gordo” predico algo que pertenece solo a Antonio mientras dure dicha situación, puesto que es un predicado accidental.

De aquí que el sentido del concepto de esencia depende a veces de la predominancia en uno u otro aspecto de la doble dimensión señalada en el concepto. Si ponemos el acento en lo que es como esencia, ponemos el acento en la comprensión lógica, con el peligro de hacer lo universal, el concepto, como si fuera algo real, con valor metafísico.
Si ponemos el acento en el individuo existente conocemos las propiedades sensibles con las que se manifiesta el individuo como apariencia; pero siempre queda en el aire el fundamento que lo constituye como género y especie, puesto que no son propiedades sensibles.
Para Aristóteles tal problema no existe puesto que el entendimiento agente es intuitivo de la esencia a partir de un proceso de abstracción lógica y el concepto puede ser expresado en términos mediante el uso de una lengua.

## La esencia en la Edad Media
La tradición neoplatónica del cristianismo subrayó el sentido platónico primitivo, pues las esencias se constituían como ideas subsistentes en la mente divina principios de la Creación conforme al plan de su Divina Providencia, manteniendo de esta manera su sentido metafísico.
Pero en Latín ούσία se tradujo mediante el término hipóstasis como sustancia primera. Y la sustancia segunda se tradujo como essentia derivándola del infinitivo del verbo esse que también tiene el sentido de existir. Así San Agustín, De Trin., V ii, 3 : Esencia se dice de aquello que es ser (ab eo quod est esse dicta est essentia). Lo mismo que sapientia que proviene de sapere y scientia de scire.
Mediante esta traducción se puede confundir entonces el ser, ESSE (de la sustancia primera) y el ESSE (de la sustancia segunda) como proviniendo ambos sentidos del mismo principio.
De este modo los cristianos al considerar a Dios principio absoluto:
- En el hecho del existir (creación de la nada)
- En la constitución del contenido como forma de la esencia

corresponde a Dios todo el fundamento de uno y otro sentido como Ser que Es; ideal que fundamenta la creencia en el Dios Creador cristiano . 
Boecio, en su intento de recuperar el pensamiento de Aristóteles y sintetizarlo con la tradición platónica cristiana, considerará la esencia como forma y como natura. Forma en cuanto puede ser objeto del entendimiento y por tanto objeto de definición. Natura en cuanto constituye al ser como principio causal de la creación. Lo que da origen a la problemática posterior sobre la esencia en los siglos siguientes.

### Ser posible (ser de esencia)- Acto de ser (existencia)
La reintroducción del pensamiento de Aristóteles en occidente a través de los árabes, siglo XI, abre nuevas perspectivas y plantea diversos problemas:
La utilización del término esencia, a partir del infinitivo latino “esse”, tal como introdujo San Agustín, suscita diversos problemas al aplicar dicho concepto a Dios. Pues Dios no puede considerarse como una cosa más y sin embargo es más existente que todas las demás cosas. Esto adquiere especial relevancia al recuperar el pensamiento aristotélico a partir del siglo XI.
Para algunos medievales, junto con el esse infinito perfecto de la idea del Ser platónico, existir es ante todo el esse, entendido como “actualidad”, subsistens, . En Dios se mezclan los dos sentidos en un solo y único término lingüístico.
El problema de la esencia no es simple. Los escolásticos la trataron con mucho detalle, pues consideraron la esencia en tres modos posibles: en la cosa, en el concepto y en sí misma valorándose de una u otra forma según se subrayara un aspecto u otro de la cuestión.
- Avicena consideró que la existencia (esse) era un accidente de la esencia (quidditas) para los seres creados. La existencia remite entonces a una esencia posible, a diferencia de la esencia necesaria que es Dios.
- San Anselmo construyó el famoso argumento ontológico que tanta influencia ha tenido en el racionalismo considerando que en Dios la esencia incluye la existencia como una propiedad más, una perfección.
- Averroes consideró que no había distinción alguna entre esencia y existencia.

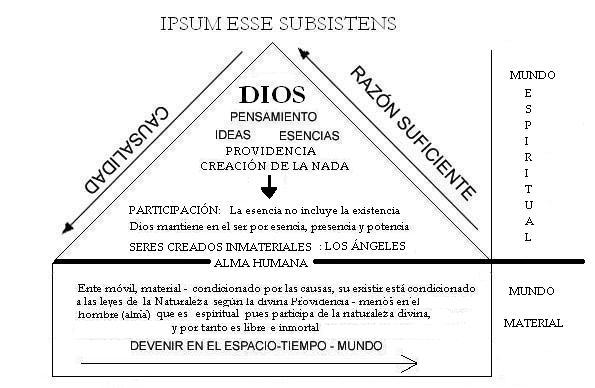
Dios y la Creación en la Filosofía cristiana

- Alejandro de Hales no admitió una distinción real entre esencia y existencia sino únicamente una distinción de razón.
- Enrique de Gante consideró una distinción intencional.

Será Santo Tomás quien aplicando un esquema analógico al aristotélico de potencia-acto, sintetizará la cuestión en la distinción real entre ser de esencia y ser de existencia, rechazando el argumento ontológico de San Anselmo.
Para Santo Tomás la distinción real entre esencia y existencia en los entes creados no significa que la existencia sea un mero accidente de la esencia. La existencia puede proceder de una causa eficiente trascendente a la esencia (Dios Creador, en quien esencia y existencia coinciden) y no ser un “agregado” o accidente de la esencia, sino un acto de la esencia a partir de su ser en potencia como posible.
Tal es el sentido de la “creación” del mundo a partir de las esencias como ideas divinas (Divina Providencia) y de las existencias como sustancias individuales en el mundo sensible y material como movimiento por la acción de las causas. Lo que hace posible argumentar la existencia de Dios a partir de la existencia de las criaturas, como IPSUM ESSE SUBSISTENS.
Tal es el acierto de la síntesis tomista entre la tradición neoplatónica cristiana y el aristotelismo incorporado a la filosofía occidental a partir del siglo XIII.

### Los universales y lo individual
Un nuevo enfoque aparece en esta problemática con el pensamiento de Duns Scoto y el pensamiento de la orden franciscana en oposición al tomismo de los dominicos. El problema de la individuación.
Para Duns Scoto lo individual es una entidad positiva, y por tanto ha de tener una haecceitas, como algo esencial, que lo constituya como individuo con respecto a lo universal de la especie. Pues el conocimiento perfecto es el conocimiento de lo individual.
Con ello se inicia un proceso de valoración del conocimiento singular, y por tanto de la experiencia, que va a tener enorme importancia en la evolución del pensamiento hacia la Edad Moderna, al poner en cuestión la supervaloración de lo universal de toda la tradición platónico-aristotélica renovada con el tomismo.
Lo universal, que se predica de todos los individuos que tienen en sí la misma forma, se predica de cada uno de los seres que pertenecen al mismo género y especie o tienen la misma forma accidental, lo que se expresa mediante los universales. 
El juicio aristotélico, y la filosofía tradicional así lo entendía, es verdadero porque manifiesta lo que «es» el sujeto en su verdadera realidad mediante la predicación del universal como concepto lógico. Por eso el juicio es categórico, y los razonamientos, bajo la forma del silogismo, es un razonamiento categórico.
Pero en la Universidad de París, se hará problema de conceder a los conceptos un grado de realidad. Los nominalistas considerarán que los conceptos no son más que nombres que designan las cosas, ya que el conocimiento es ante todo del singular, de lo que se da en la experiencia.
Problema de la oposición: Lo universal (concepto-esencia) frente a lo particular (individuo-existencia).
El padre Suárez, ya en el siglo XVI, examina con detalle el problema de la esencia:
- Considera que la existencia no puede ser distinta de la esencia porque tendríamos un modo de ser en la cosa (como esencia) que no le pertenece por su propia naturaleza.
- Si de lo que se trata es de la diferencia entre el hecho de ser ente posible como esencia y ser actual existente, entonces la distinción puede ser real.
- Pero como, de hecho, se trata de una esencia y una existencia actuales conjuntamente como sustancia primera existente individual, la distinción no puede ser real sino de razón. Distinctio rationis cum fundamento in re, fórmula con la que ha pasado a la doctrina tradicional escolástica.

## La esencia en la filosofía de la Edad Moderna

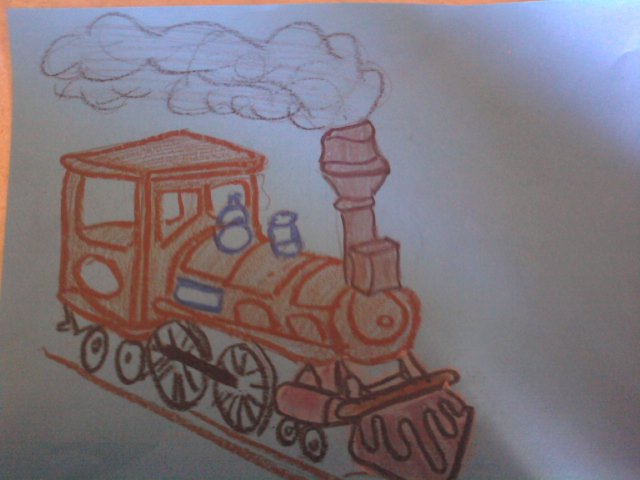
El mundo es una máquina que se rige por leyes necesarias y mecánicas

Con Descartes la reflexión filosófica deviene sobre planteamientos completamente diferentes. 
En la filosofía tradicional el origen y fundamento se busca en el “objeto de conocimiento”, y el fundamento se encuentra en lo real, designado como “ser” y comprendido como “realidad”.
Ahora el origen y fundamento de la reflexión es la reflexión misma en la conciencia, el pensamiento.
Ahora el objeto:
- Se concibe como realidad a partir del propio pensamiento[18]
- Como sustancia se comprende de igual forma que en la filosofía tradicional; pero su realidad es considerada, en principio, como mero objeto de experiencia subjetiva.[19]

De este modo la sustancia, como sustancia primera, es concebida de dos modos:
- Racionalistas:. Como idea cuyo concepto es: “Aquello que no necesita de otra cosa para existir”.[20]
- Empiristas. Como idea cuyo concepto es: “Idea que resulta de la asociación de otras ideas simples como predicados de ella”.

Y la esencia, como sustancia segunda es concebida como posibilidad de existir, de tres formas diferentes:
1.- Como posibilidad intrínseca, en cuyo caso:
1.1. o bien la posibilidad de existencia se realiza mediante un principio de razón suficiente en un mundo de composibilidad basado en la identidad de las sustancias.

Decir que ciertas esencias tienen una inclinación a existir y otras no, es decir algo sin razón, pues la existencia parece estar universalmente relacionada con cada esencia del mismo modo.
Leibniz.

1.2. o bien es una posibilidad intrínseca y necesaria de una y única realidad de identidad de existencia y esencia. Por ello el orden y conexión de las ideas se corresponde con el orden y conexión de las cosas. Dios es sive Deus sive Natura, porque no hay más que una y única sustancia existente, conforme a la noción de sustancia establecida por Descartes. 

Pertenece a la esencia de alguna cosa aquello que, siendo dado, pone necesariamente la cosa y que, no siendo dado, la destruye necesariamente, o aquello sin lo cual la cosa no puede ser ni ser concebida
Spinoza, Eth. II, def. ii.

2.- Como posibilidad extrínseca: Mera asociación de predicados conocidos en la experiencia y unidos en una idea compleja según unas determinadas leyes objetivas (humanas) de asociación, o Psicologismo que, mediante el hábito y la costumbre, las unimos como sustancias. Locke, Hume. En realidad lo que se entiende como sustancia no es más que un nombre de lenguaje, Hobbes.

### Sustancia yatributosymodos
En la Edad Moderna pues se considera una distinción:
- Esencia nominal: expresión que predica algo de algo.
- Esencia real: verdadera realidad intrínseca (cognosicible o incognoscible) de una cosa.

Pero de hecho la esencia real sólo es enunciable por medio de la primera. Por ello la lógica de Port Royal hará una distinción entre atributos y modos en cuanto a los predicados.
En el dominio del conocimiento, esta distinción significa que la esencia es la condición de posibilidad de la definición y del concepto, pues lo que es una cosa es para ella necesario e idéntico a sí mismo.
Para los racionalistas la necesidad es el objeto del discurso científico, porque el objeto de la ciencia es la esencia que identifica.
Para los empiristas la sustancia y la esencia no es sino una idea compleja por asociación en el sentido de esencia nominal. No es posible un conocimiento universal y necesario.

### Categorías y Esquemas y Principios
El intento de síntesis kantiana entre racionalismo y empirismo acaba siendo un límite para el conocimiento, que queda de esta forma restringido al ámbito de lo fenoménico. Lo real. como noúmeno, solo puede ser pensado, no conocido. 
Las categorías para que puedan ser aplicadas al objeto como conocimiento en cuanto tal, necesitan de una síntesis entre los datos de la experiencia sensible y algo que sea homogéneo con la propia categoría. Tal función es realizada mediante los esquematismos y los principios del entendimiento.

Llamaremos a esa condición formal y pura de la sensibilidad, a la que se halla restringido el uso de los conceptos del entendimiento, esquema de esos conceptos y denominaremos esquematismo del entendimiento puro al procedimiento seguido por el entendimiento con tales esquemas.
Kant. op. cit. pp. 183-184

Tales esquematismos hacen posible la consideración del objeto como:
| Esquema           | Objeto como                            |
| De la cantidad    | Número                                 |
| De la realidad    | Quantum                                |
| De la sustancia   | Substratum                             |
| De la causa       | Sucesión de lo diverso                 |
| De la comunidad   | Interacción entre sustancias           |
| De la posibilidad | Determinación de algo en el tiempo     |
| De la realidad    | Existencia en un tiempo determinado    |
| De la necesidad   | Existencia en todo tiempo de un objeto |

La tabla de las categorías nos lleva con la mayor naturalidad a la tabla de los principios, ya que ésta no es otra cosa que las reglas del uso objetivo de aquéllas.
Kant. op. cit. p.198

Para que sea posible la experiencia y sea posible la expresión de la múltiple diversidad de la experiencia sensible en un juicio sintético a priori, el entendimiento posee unos principios a priori de la posibilidad de la experiencia:
- Analogías de la experiencia:
  - Permanencia de la sustancia a través del cambio
  - Ley de causa-efecto reguladora del cambio
  - Acción recíproca en la simultaneidad de las sustancias

Lo que permite el conocimiento del objeto como sujeto permanente de sus predicados y sus relaciones con lo demás como sustancia, si bien esta únicamente encuentra su referencia en los límites de la experiencia posible según
- Los postulados del pensar empírico:
  - Lo que concuerda con las condiciones formales de la experiencia es POSIBLE
  - Lo que está en interdependencia con las condiciones materiales de la experiencia es REAL
  - Lo determinado por las condiciones universales de la experiencia es NECESARIO

En última instancia la sustancia como objeto y su esencia como concepto y su expresión de predicados en juicios, queda reducida a la síntesis del contenido material de las intuiciones sensibles de la experiencia, elaborada por el entendimiento conforme a sus intuiciones puras de espacio y tiempo, sus esquematismos y la aplicación de sus conceptos puros o categorías conforme a sus propios principios.

### MomentodelAbsoluto
El pensamiento kantiano es una frustrada síntesis entre el racionalismo y el empirismo que deja fuera del conocimiento lo real; no es posible la metafísica.
La ούσία como sustancia, y τό τί ἧν εἴναι como esencia, que han llenado el pensamiento tradicional como objeto del conocimiento de lo real, es ahora únicamente “realidad conocida, o pensada”, pero su relación con lo real queda fuera del ámbito del conocimiento y reservada únicamente al ámbito de la especulación como postulado de la Razón, como noúmeno.
Kant viene a consolidar la ruptura entre el orden físico de la naturaleza sensible y el orden del alma, del espíritu, como autoconciencia que representa el pensamiento moderno de Descartes y el triunfo de la Física como ciencia.

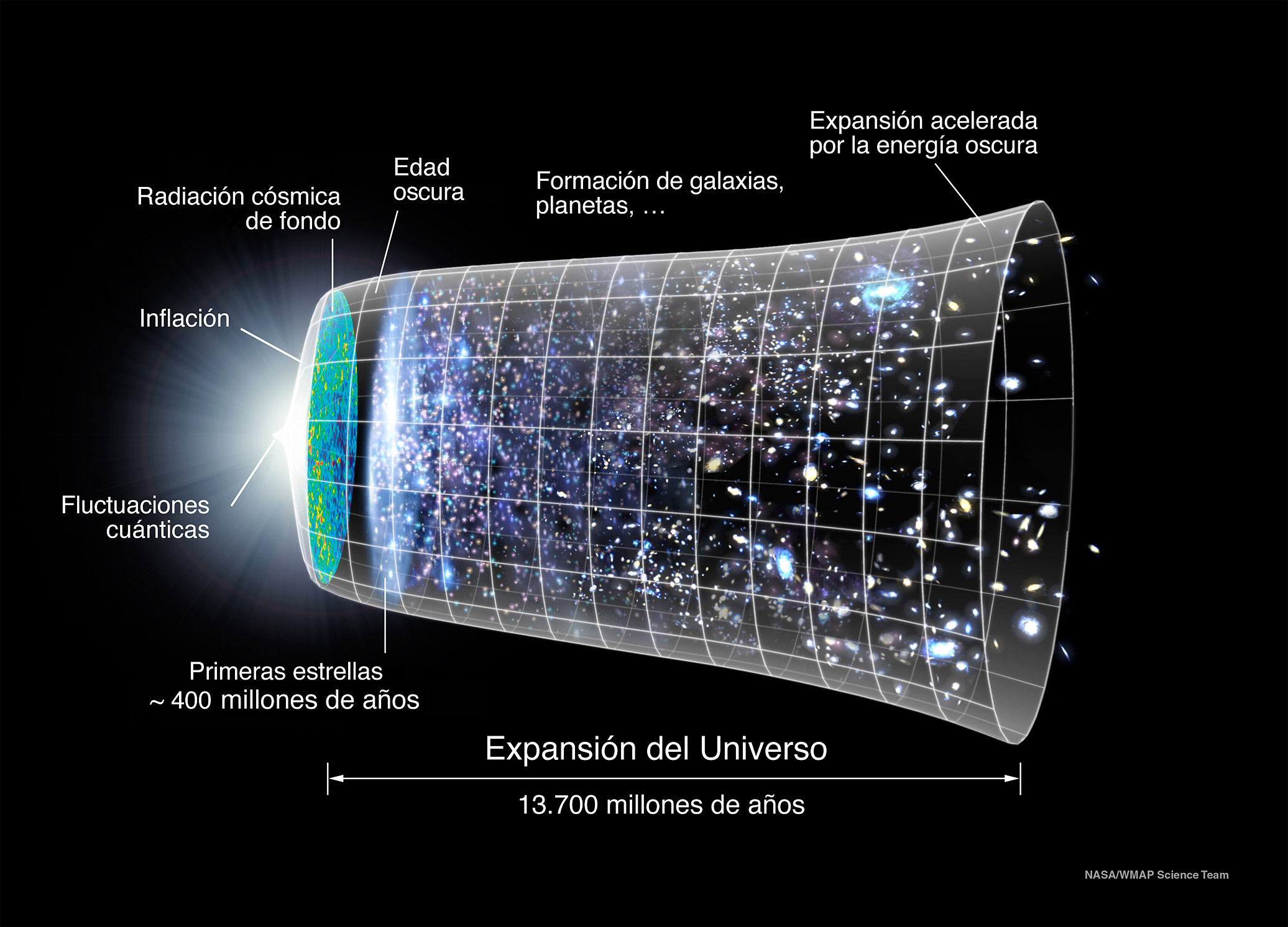
El Universo como proceso

La escisión Naturaleza-Espíritu, entendido este último como auto-conciencia, como capacidad de “ser para sí”, (que se manifiesta en la raíz indudable del pensamiento cartesiano: “pienso, luego existo”), establece sin duda alguna la primacía del espíritu en los diversos idealismos.
Hegel lleva a cabo la ingente tarea de mostrar una síntesis entre la oposición naturaleza-espíritu; sujeto-objeto; yo (conciencia)-mundo; experiencia-ciencia; necesidad-libertad.
Superación de todas las oposiciones en la unidad del Absoluto. Absoluto que es Naturaleza-y-Espíritu, una unidad donde se manifiesta la Verdad Absoluta como Sistema.
Y en el sistema la esencia ocupa una función capital: La esencia es la verdad del ser.
La esencia no consiste en algo negativo (que no-es pero es posible, es decir como algo exterior al ser), sino como lo que hace posible el movimiento propio, infinito, del ser. La esencia es el lugar intermedio entre el ser y el concepto.
La mediación del Ser y el concepto como verdad y resultado es la esencia. La esencia, a su vez, dialécticamente, se desarrolla en tres fases:
- Aparece en sí como reflexión y es esencia simple en sí, como determinación del ser.
- Como esencia que emerge a la existencia, como ser posible.
- Esencia que forma unidad con su aparición, como realidad.

En este momento la esencia, dice Hegel, antes de pasar al concepto, es realidad, como actualidad.

Según lo consideraremos más adelante, la verdadera conclusión, que procede de un ser finito y accidental hacia una esencia absolutamente necesaria, no consiste en concluir en este ser absolutamente necesario, partiendo de un ser finito y accidental como de un ser que se halle en la base y permanezca allí, sino que (lo que se halla también directamente en la accidentalidad) consiste en concluir en este absolutamente necesario partiendo de un ser solamente caduco, que se contradice en sí mismo... /... En la acostumbrada manera de silogizar, el ser de lo finito aparece como el fundamento de lo absoluto; por el hecho de que existe un finito, existe lo absoluto. Sin embargo, la verdad es ésta: que precisamente porque lo finito es la oposición que se contradice en sí misma, es decir, porque él no existe por esto lo absoluto existe. En el primer sentido la conclusión del silogismo suena así: el ser de lo finito es el ser de lo absoluto; pero en este segundo sentido suena así: el no-ser de lo finito es el ser de lo absoluto.
Hegel. La ciencia de la lógica. Trad. de A. y R. Mondolfo, Buenos Aires. Solar, 1969, p. 72-77. Citado por Clemente Fernández. Los filósofos modernos. II. 1970. Madrid. BAC

### Ontologismo
Una nueva fundamentación de las esencias, como restauración del catolicismo frente al empirismo e idealismos del XIX, es el intento de Rosmini.
El principio del que se parte es de la “esencia del ser” como forma del pensamiento que hace posible el conocimiento: El hombre piensa el ser de un modo universal (Nuovo saggio, Ed. Castelli, § 399) de modo que nacemos con la presencia y con la visión del ser posible (§ 468).
De esta forma, considera Rosmini, que el mundo se hace inteligible. Pero lo inteligible no es sólo aquello con lo cual algo se conoce, sino aquello que hay, que existe. Por ello son posibles las aplicaciones de la idea del ser como esencias a lo real (§ 1137 y ss.).
Las esencias no son una hipóstasis de lo sensible, pero constituyen el verdadero mundo objetivo humano, y el pensamiento lo aplica a lo real, no de forma psicológica (como en el empirismo) ni constructiva (como en el idealismo) sino “naturalmente”. De esta forma el mundo es objetivo e inteligible.(§ 1226).
Esta dialéctica de lo inteligible hace posible el elevarse hacia el ser infinito como esencia, que en último término conduce a un conocimiento a priori de Dios.
El ser necesario-lógico se identifica pues con el ser necesario-subsistente de manera que no hay más que una necesidad única, lógico-metafísica, que está a la vez en la mente y en sí misma. (§ 1461).
No obstante este intento de restauración fundamental del catolicismo no fue aceptado por la iglesia que rechazó estas ideas por “ontologismo”.

## La esencia en el pensamiento contemporáneo
Superado el idealismo del siglo XIX y consolidado el valor de la verdad científica por vía de los hechos en el dominio de la naturaleza, el pensamiento contemporáneo, parte del hecho de la experiencia en sí misma como fenómeno y del carácter intencional de la conciencia. 
Se concluye de modo general que no es posible un conocimiento directo sino interpretativo y por medio del lenguaje como segundo sistema de señales. El concepto de verdad es, lógicamente considerado, como una aplicación metalingüística.
Por ello la dimensión filosófica de la esencia, como identidad, no tiene la importancia que ha tenido a lo largo de la historia. Su contenido significativo es sustituido por términos como la propiedad o notas.
| El conocimiento de la verdad no es concebido como verdad absoluta y definitiva sino verdad parcialmente definida mediante el establecimiento ordenado y sistemático del conocimiento de propiedades y elaboración y formulación de las nociones como conceptos y teorías científicas. |

### Idealidades de significación
George Santayana considera el mundo de las esencias como un mundo platónico sin hipóstasis, es decir sin la condición de la sustancia; un mundo con realidad de significación; un mundo que no responde a realidades metafísicas, ni a conceptos. sino a la peculiaridad del mundo en cuanto ser conocido y en su condición de posibilidad como mundo inteligible; en relación con la cultura.
Santayana no pretende encontrar ni fundamentar una verdad absoluta, sino una verdad basada en un sistema específico, sea éste la ciencia, la religión o la filosofía. 
No obstante señala el primado de la ciencia en su sentido más cercano a la tradición materialista y empirista sajona.
Santayana se sitúa en un sistema prelógico de lo real, anterior a cualquier postura afirmativa ante el mundo, libre de todo prejuicio desde donde construir un sistema. Un sistema que no será ni realista ni idealista sino un conjunto de verdades parciales articuladas en un sistema orgánico no absoluto ni dogmático; un materialismo que no excluye el espíritu ni el mundo ideal sino que los hace consistentes mediante la acción y el progreso de la ciencia.

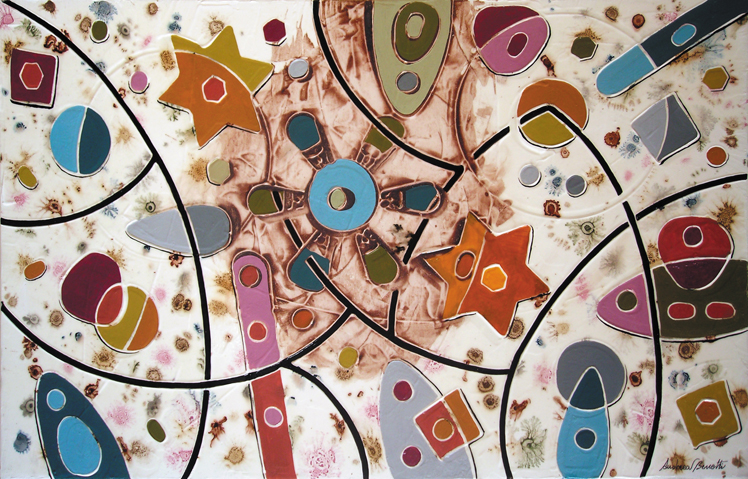
Il mio Universo. Andrea Benetti

Las esencias no se sobreponen al mundo de la materia como un mundo ontológico anterior al otro. Las esencias comprenden tanto las formas sensibles como intelectuales y constituyen un lenguaje que enuncia algo acerca de lo que es y que expresa una experiencia de lo real.
La prioridad de la esencia sobre la existencia, dice, conduce al idealismo, pero la ignorancia de la esencia conduce a un universo como conjuntos de existencias desarticuladas y sin jerarquía de un orden.
La ciencia, que parece fundamentarse en el materialismo sin esencia, es la demostración más clara de la demostración de las esencias, pues es lo que hace posible la previsión de los hechos de la experiencia en el reino del ser, en la medida en que encuentra significados que muestran lo que son las cosas.

#### Fenomenología
Husserl considera que las esencias ni son realidades metafísicas ni conceptos ni actividades mentales, sino unidades ideales de significación que se dan en la conciencia intencional cuando esta intenta describir lo dado fenomenológicamente.
No son hechos pues éstos son temporales y a posteriori, mientras que las esencias son intemporales y a priori. Son concretas y no abstractas, son idealidades, no realidades.
Pueden ser:
- Formales: No tienen contenido y valen para todos los objetos tanto ideales como reales. Pertenecen a lo formal y ontológico.
- Materiales: tienen un contenido limitado, o campo de aplicación. Su aplicación es sintética, pero no son concreciones de lo formal-ontológico, sino generadoras de verdades regionales.

La diferencia entre esencias formales y materiales no consiste en su naturaleza sino en el campo de su aplicación.
Las ciencias pueden ser de esencias o eidéticas que no se fundan en la experiencia: la lógica pura; la matemática pura; la teoría pura del tiempo y del espacio y el movimiento. 
Las demás son ciencias fácticas. que se fundan en las eidéticas.

#### Existencialismo
Especial relevancia ha tenido el existencialismo como desarrollo del análisis fenomenológico de la conciencia.
- El dato inicial de la reflexión filosófica no es el yo pensante cartesiano ni el Espíritu hegeliano, sino que es el individuo existente y su acción en el mundo.
- Se niega la idea hegeliana de que los diferentes intereses puedan ser satisfechos mediante la integración en el todo o en la comprensión objetiva y totalizadora del universo.
- Por el contrario esa integración corresponde a una acción ética individual.
- Se reconoce que nuestras percepciones subjetivas son manifestación de nuestra situación objetiva en el mundo en lo teórico.
- Pero las cuestiones éticas de nuestra conciencia moral no pueden ser subsumidas en una perspectiva deliberativa de tipo general porque nacen y constituyen al individuo en su libertad.
- Cada conciencia individual es única en su situación y se construye su propia esencia mediante las decisiones que le hacen auténtico, esta última opinión es la sostenida por Jean-Paul Sartre quien considera que un objeto carente de conciencia coincide en su existencia con su esencia, en cambio en un ser con conciencia no está ya resuelto sino que su esencia es lo que él realiza ante y por, tal cual Sartre lo expresa en "El ser y la nada", una nada que es irrealizante (la nada puede ser solo una noción humana pero lo cierto es que la nada de todo ente es irrealizante ya que irrealiza a un ente previo para dar lugar o realizar a otro u otros entes que pueden ser más evolucionados). Ergo, para Sartre la nada en el humano es posterior a su existencia y el ser humano debe superarla.